# Olavi Niitamo
Olavi Ensio Niitamo (till 1933 Nöjd), född 23 november 1926 i Kotka, död 30 april 1999 i Helsingfors, var en finländsk statistiker.
Niitamo var från 1949 aktuarie vid Statistiska centralbyrån och blev politices doktor 1958 på avhandlingen Tuottavuuden kehitys Suomen teollisuudessa vuosina 1925–1952, som behandlade produktivitetsökningen inom den finländska industrin, väckte stor uppmärksamhet som en av de första ekonometriska undersökningarna inom detta område i världen. År 1982 blev han generaldirektör för Statistikcentralen, en befattning han innehade till pensioneringen 1992. Han samlade omkring sig den så kallade O-gruppen, en skara nationalekonomer, bland andra Mauno Koivisto och Jussi Linnamo, som dryftade bland annat hur vetenskapens rön kunde tillämpas i det politiska beslutsfattandet. Niitamo tilldelade professors titel 1981 och blev ekonomie hedersdoktor 1990.

## Utmärkelser
- Riddartecknet av I klass av Finlands Vita Ros’ orden[1]

[Redigera Wikidata]